# Championnat du Sri Lanka de football 2004-2005
Navigation
Saison 2000-2001 Saison suivante
La saison 2004-2005 du Championnat du Sri Lanka de football est la vingt-et-unième édition du championnat national de première division au Sri Lanka. Les seize meilleures équipes du pays sont regroupées au sein d'une poule unique où elles s'affrontent à deux reprises au cours de la saison. En fin de saison, les six derniers du classement sont relégués en Segment B, du fait de la transformation du championnat à partir de la saison suivante.
C'est le Saunders Sports Club qui remporte la compétition, après avoir terminé en tête du classement final, avec cinq points d'avance sur Ratnam Sports Club et six sur sept sur un duo composé du Blue Star Sport Club, tenant du titre, et de Negombo Youth Sports Club. C'est le douzième titre de champion du Sri Lanka de l'histoire du club.

## Les clubs participants
- Saunders Sports Club
- Renown Sports Club
- Ratnam Sports Club
- Air Force Sports Club
- Jupiter SC
- Navy SC
- Matara SC
- Army SC
- Negombo Youth Sports Club
- Police SC
- Victory SC
- Old Benedictans SC
- Java Lane SC
- New Youngs SC - Promu de Division 2
- York SC - Promu de Division 2
- Blue Star Sport Club

## Compétition

### Classement
Le classement est établi sur le barème de points classique (victoire à 3 points, match nul à 1, défaite à 0).
| Rang | Équipe                    | Pts | J  | G  | N  | P  | Bp | Bc | Diff |
| ---- | ------------------------- | --- | -- | -- | -- | -- | -- | -- | ---- |
| 1    | Saunders Sports Club      | 69  | 30 | 21 | 6  | 3  | 63 | 28 | +35  |
| 2    | Ratnam Sports ClubC       | 64  | 30 | 20 | 4  | 6  | 61 | 31 | +30  |
| 3    | Blue Star Sport ClubT     | 62  | 30 | 19 | 5  | 6  | 62 | 37 | +25  |
| 4    | Negombo Youth Sports Club | 62  | 30 | 17 | 11 | 2  | 61 | 25 | +36  |
| 5    | Army SC                   | 49  | 30 | 15 | 4  | 11 | 63 | 41 | +22  |
| 6    | Air Force Sports Club     | 47  | 30 | 13 | 8  | 9  | 44 | 33 | +11  |
| 7    | Renown Sports Club        | 44  | 30 | 12 | 8  | 10 | 37 | 36 | +1   |
| 8    | Java Lane SC              | 43  | 30 | 11 | 10 | 9  | 54 | 48 | +6   |
| 9    | Police SC                 | 43  | 30 | 11 | 10 | 9  | 42 | 34 | +8   |
| 10   | Jupiter SC                | 34  | 30 | 9  | 7  | 14 | 40 | 44 | -4   |
| 11   | Navy SC                   | 29  | 30 | 7  | 8  | 15 | 33 | 38 | -5   |
| 12   | York SCP                  | 29  | 30 | 8  | 5  | 17 | 25 | 56 | -31  |
| 13   | Matara SC                 | 28  | 30 | 8  | 4  | 18 | 29 | 56 | -27  |
| 14   | Old Benedictans SC        | 24  | 30 | 6  | 6  | 18 | 33 | 54 | -21  |
| 15   | Victory SC                | 24  | 30 | 6  | 6  | 18 | 21 | 51 | -30  |
| 16   | New Youngs SCP            | 15  | 30 | 3  | 6  | 21 | 29 | 85 | -56  |

|  | Champion du Sri Lanka 2004-2005                                                    |
|  | Qualification pour la Coupe du président de l'AFC 2006                             |
|  | Relégation en Segment B                                                            |
|  | T : Tenant du titre C : Vainqueur de la Coupe du Sri Lanka P : Promu de Division 2 |

## Bilan de la saison
| Championnat du Sri Lanka de football 2004-2005                        |                                  |
| Champion                                                              | Saunders Sports Club (12e titre) |
| Coupes et trophées                                                    |                                  |
| Vainqueur de la Coupe du Sri Lanka 2004-2005                          | Ratnam Sports Club               |
| Qualifications continentales                                          |                                  |
| Ligue des champions de l'AFC 2006                                     | Aucun                            |
| Coupe de l'AFC 2006                                                   | Aucun                            |
| Coupe du président de l'AFC 2006                                      | Ratnam Sports Club               |
| Promotions et relégations                                             |                                  |
| Promus en Bristol League                                              | Aucun                            |
| Relégués en Championnat du Sri Lanka de football de deuxième division | Aucun                            |